# British Irish Ice Sheet
Der British Irish Ice Sheet war ein Eisschild, der gegen Ende der letzten Kaltzeit des Devensians die Britischen Inseln bedeckte.

## Bezeichnung

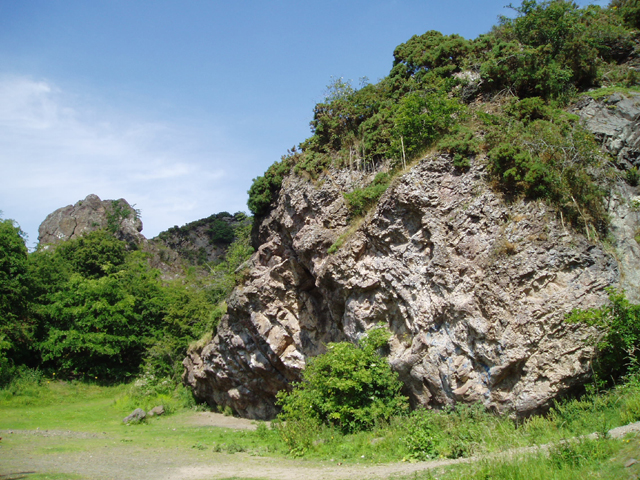
Der Agassiz Rock im Blackford Glen südlich von Edinburgh. Hier erkannte Agassiz Gletscherschliffe und Gletscherschrammen und konnte somit die Vereisung des Terrans nachweisen.

Der British Irish Ice Sheet (abgekürzt als BIIS), Deutsch „Britisch-Irischer-Eisschild“ trägt auch noch andere Bezeichnungen. Oft wird der Begriff zu British Ice Sheet (oder abgekürzt BIS) verkürzt. Gelegentlich tauchen auch noch die Bezeichnungen British Isles Ice Sheet und Celtic Ice Sheet auf.

## Geschichtliches
Der British Irish Ice Sheet wird jetzt seit nahezu 200 Jahren wissenschaftlich untersucht. Es war Louis Agassiz, der im Jahr 1840 den glazialen Charakter der Ablagerungen in Schottland erkannte. Er hatte beispielsweise neben vielen anderen Phänomenen die „Parallelstraßen“ im Glen Roy richtig als Uferlinien eines Gletscherstausees gedeutet. Seitdem wurde der Eisschild von einer Plethora von Forschern untersucht, darunter auch William Buckland, James Geikie, Joseph Prestwich, Charles Lyell und Charles Darwin.

## Geographie
Der British Irish Ice Sheet ist nicht isoliert zu sehen, sondern bildete während des Letzteiszeitlichen Maximums Teil des Eurasischen Eisschildes. Dieser besteht aus dem zentralen Fennoskandischen Eisschild, dem BIIS im Südwesten und dem Svalbard-Barents-Kola-Eisschild im Nordosten. Letzterer reichte bis an die Taimyrhalbinsel. Die Färöer und Island trugen ihren eigenen Eisschild.
Die Entwicklung im Eurasischen Eisschild und seinen drei Teilschilden verlief nicht homogen, sondern konnte innerhalb der jeweiligen Eisschilde zum Teil auch sehr unterschiedlich erfolgen. So lag das Maximum der Schildentwicklung beim BIIS um 23.000 Jahre vor heute, beim dreimal so großen Svalbard-Barents-Kola-Eisschild bei rund 21.000 Jahren vor heute und beim fünfmal so großen Fenoskandischen Eisschild erst bei 19.000 Jahren vor heute. Auch innerhalb der einzelnen Eisschilde gab es teils sehr starke lokale Eigenentwicklungen und Abweichungen vom generellen Trend. Eine Erklärung hierfür liefern die unterschiedlichen Anteile von Festland, Schelf und Hochsee in den einzelnen Eisschilden. Am schnellsten auf klimatische Erwärmung reagiert Schelfeis, gefolgt von Grundeis und Eisströmen. Am beharrlichsten sind eindeutig kontinentale Eismassen.

## Präludium

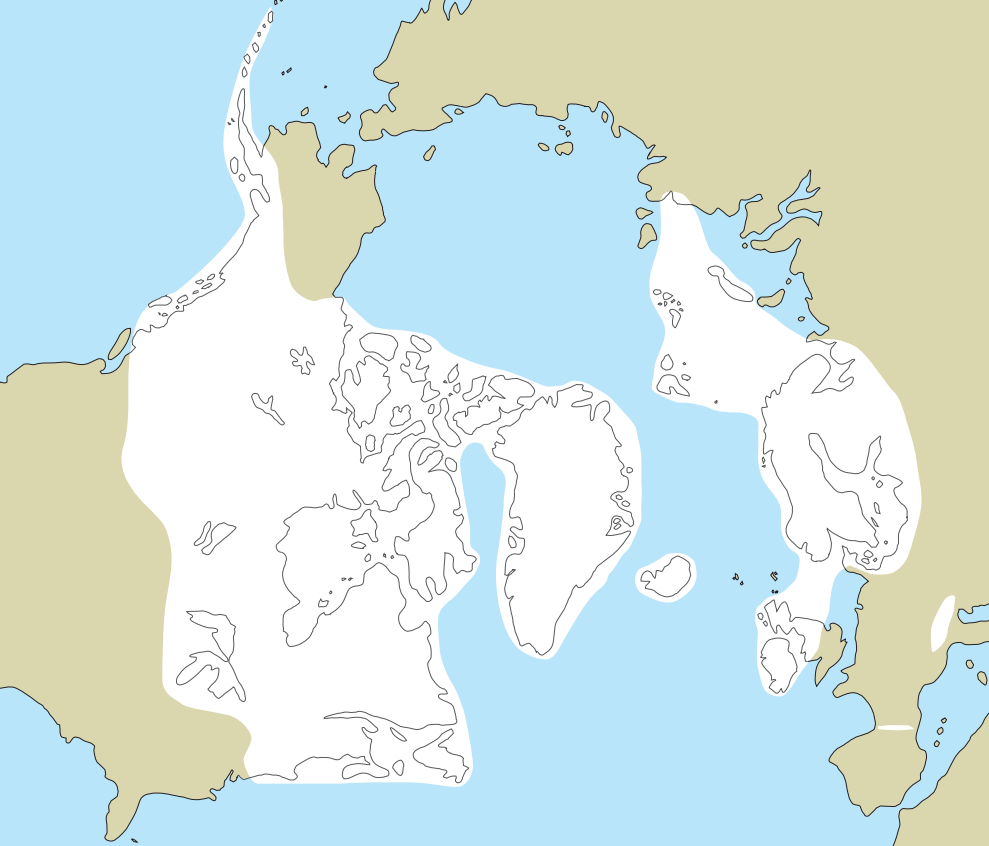
Die großen Eisschilde auf der Nordhalbkugel während des Letzteiszeitlichen Maximums vor ca. 20.000 Jahren. Der British Irish Ice Sheet ist in dieser Rekonstruktion mit dem Fennoskandischen Eisschild verbunden.

Der British Irish Ice Sheet nahm seinen Ausgang im nördlichen Hochland Schottlands. Eine Reihe von Vorstoßaltern zwischen 38.000 und 31.000 Jahren legt aber nahe, dass die Eisbedeckung in Schottland zu dieser Zeit noch recht gering war. Diese nahezu eisfreie Periode in Teilen Schottlands deckt sich mit numerischen Modellen, die andeuten, dass die Britischen Inseln zu diesem Zeitpunkt für eine weitflächige Vereisung noch keine Voraussetzungen lieferten.
Laut Chris Clark und Kollegen (2022) wuchs der BIIS jedoch ab 31.000 Jahren vor heute recht rasch und stetig an. Sein Maximalvolumen mit 717 112 Kubikkilometer Eis wurde 23.000 Jahre vor heute erreicht. Dieses Volumen entspricht bei Abschmelzen einem weltweiten Meeresspiegelanstieg von 1,8 Meter.
Wie aber Tom Bradwell und Kollegen (2021) ausführen, war dieser Hauptphase von 31.000 bis 15.000 Jahren vor heute aber sehr wohl ein Präludium vorangegangen. Die Autoren zeigen, dass im Skjonghelleren Stadial von 45.000 bis 38.000 Jahren vor heute (im MIS-3, d. h. im  Zeitraum GS-12 bis GS-9) ein Eisschild am Nordwestrand Schottlands während des mittleren Devensians bestand. Dies wird durch auf 41.000 bis 39.000 Jahre vor heute datierte Tiefwasserbohrkerne bestätigt. Ferner sind nördlich von North Rona auf dem kontinentalen Schelf mehrere Eisrandstadien erhalten, die sogar bis auf zirka 60.000 Jahre vor heute zurückreichen. Ferner wird angenommen, dass auch der Minch-Eisstrom zu diesem Zeitpunkt bereits existierte. Während GS-10 bis GS-9 kam es zu einem Eisvorstoß bis zum nordwestlichen Lewis und darüber hinaus bis zur kontinentalen Schelfkante. Zwischen 44.000 und 38.000 Jahren erfolgte in der Nähe von Nordwest-Lewis eine mehrfache Fluktuierung des Eisrandes und es wurden entlang der heutigen Küstenlinie in Eisstauseen oder Lagunen Eisrandsedimente abgelagert. 
Ab 38.000 bis 32.000 Jahren vor heute herrschte (während des GI-8 bis GI-5 inklusive) das Tolsta-Interstadial. Der Schottische Eisschild  war jetzt stark eingeschränkt und stellenweise wohl auch nicht mehr vorhanden. Zwischen 38.000 und 35.000 Jahren dürften Lewis und der nördliche Minch ohne Eisbedeckung gewesen sein. Wie stark die Eismassen während dieses gemäßigten bis kühlen Interstadials zurückgegangen waren, kann nicht abgeschätzt werden. Überlebende Eisreste hatten sich wahrscheinlich während des frühen Tolsta-Interstadials (im GI-8) auf das schottische Hochland zurückgezogen. Wie aber marine Bohrkerne nahelegen, waren kurz nach 35.000 Jahren vor heute (im GS-7 und im GS-6) unter dem Einfluss von Gezeiten stehende Fjorde bereits wieder vereist.

## Zeitliche Entwicklung des Hauptstadiums
Die zeitliche, kinematische Entwicklung des eigentlichen BIIS kann in vier Stadien unterteilt werden:
- Aufbaustadium – 31.000 bis 26.000 Jahre vor heute
- Maximum bei gleichzeitiger Asymmetrie – 26.000 bis 22.000 Jahre vor heute
- Kollaps und Eisabnahme – 22.000 bis 17.000 Jahre vor heute
- Zerfall des Eisschildes – 17.000 bis 15.000 Jahre vor heute.

### Aufbaustadium

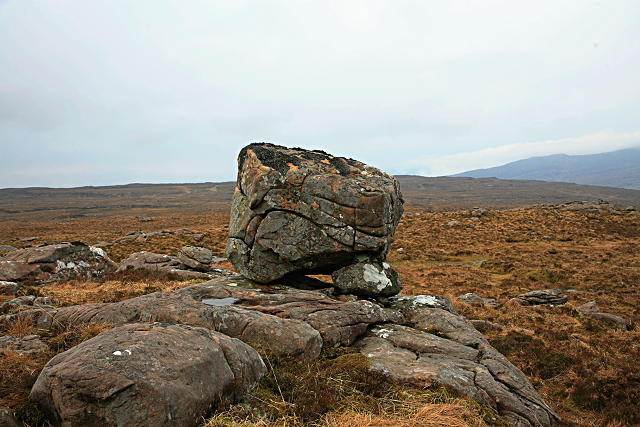
Findling des Devensians bei Applecross in Schottland. Dieser Brocken wurde beim Zurückschmelzen der Eismassen abgesetzt.

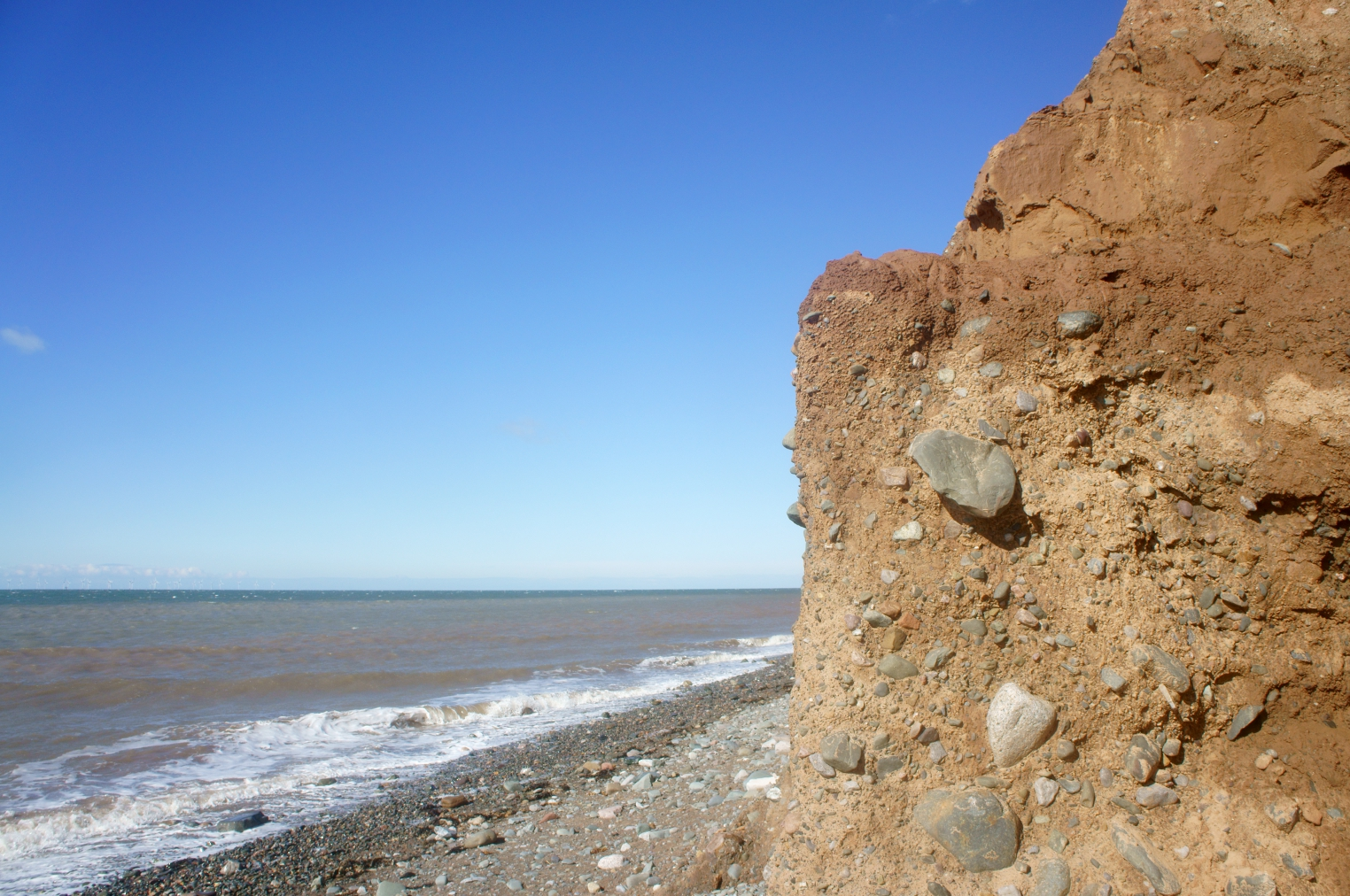
Geschiebemergel des British Irish Ice Sheet, abgelagert an der Küste südlich von Barrow-in-Furness

Das Aufbaustadium des Eisschildes (während des ausgehenden MIS-3 bzw. GS-5, GI-4 und GI-3) erfolgte ausgehend von dem bereits vergletscherten Schottischen Hochland. Die Eismassen drangen im Zeitraum des Aufbaustadiums bis an die Nordküste Cornwalls vor und bedeckten ganz Irland. Im Westen und Nordwesten folgten sie in etwa der Schelfkante. Gemäß dieser Rekonstruktion berührte der BIIS im Osten schließlich auch den Fennoskandischen Eisschild in der zentralen Nordsee.
- Um 31.000 Jahre vor heute bestanden drei Aufbauzentren: im zentralen Schottland, in Nordirland und auf Shetland. Kleinere Aufbauzentren befanden sich im Süden von Lewis und auf Orkney. Der schottische Eisschild erreichte um 31.000 Jahren vor heute in seinem Zentrum bereits eine Mächtigkeit von 1000 bis 1500 Meter. Zum Vergleich: der Fennoskandische Eisschild im Süden Norwegens war zu diesem Zeitpunkt über 2000 Meter dick.

- Um 30.000 Jahre vor heute hatte sich die nordirische Eiskappe mit den schottischen Eismassen vereinigt, deren Dicke auf 1000 Meter angewachsen war. Außerdem entstand eine neue kleine Eiskappe im Südwesten Irlands. Die Inneren Hebriden und die Äußeren Hebriden lagen zu diesem Zeitpunkt unter Eisbedeckung. Das Eis lag im Norden und Nordwesten nahezu an der Schelfkante. Im Osten Schottlands war das Eis bis über die Ostspitze Schottlands vorgedrungen und hatte außerdem Shetland erreicht. Der Vorstoß erfolgte auch nach Süden bis an die schottische Grenze, die Umgebung von Berwick-upon-Tweed war aber noch eisfrei. Über dem Schelf entstanden mehrere Eisströme, die teils eine Fließgeschwindigkeit von 1000 Meter/Jahr erreichten. Beispiele sind die Eisströme aus dem Minch, westlich von Orkney, am Firth of Lorn und am Sound of Jura.

- Um 29.000 Jahre vor heute war der Zuwachs etwas weniger stark ausgeprägt. Erstmals wurde jetzt der Norden von Wales von Eis bedeckt. Selbst auf Dartmoor kam es zur Vereisung. Die beiden irischen Eiszentren wurden nur noch durch einen schmalen Korridor voneinander getrennt. Die englische Grenze wurde überall erreicht und das Eis griff voll auf Cumbria und den Lake District über. Die Ostgrenze verschob sich in der Nordsee bis an den 0° Meridian von Greenwich.

- Um 28.000 Jahre vor heute kam es zu einer sehr starken Ausdehnung des BIIS. Irland war jetzt bis auf einen kleinen Streifen entlang der Südostküste vollkommen von Eis zugedeckt. Der walisische Schild auf den Cambrian Mountains hatte sich nach Süden ausgedehnt und erreichte nahezu die Südküste. In England waren die Eismassen bis Barrow-in-Furness im Westen und nahezu bis Whitby im Osten vorgedrungen. Auch Man war eisbedeckt und somit auch die gesamte Nordhälfte der Irischen See. Die Ostseite des Eisschildes avancierte weitere 100 Kilometer in die Nordsee hinein.

- Um 27.000 Jahre vor heute verschwand das Irische Meer unter Eis und Irland war vollständig vom Eisschild inkorporiert worden. Die gesamte Westhälfte von Wales lag bis auf den südlichen Küstenstreifen unter Eis. In England kam der Eisschild nur sehr langsam voran, er hatte im Westen Cheshire erreicht und im Osten in etwa Scarborough. Die Ausdehnung in Richtung mittlere Nordsee schritt weiter voran.

### Maximum bei gleichzeitiger Asymmetrie

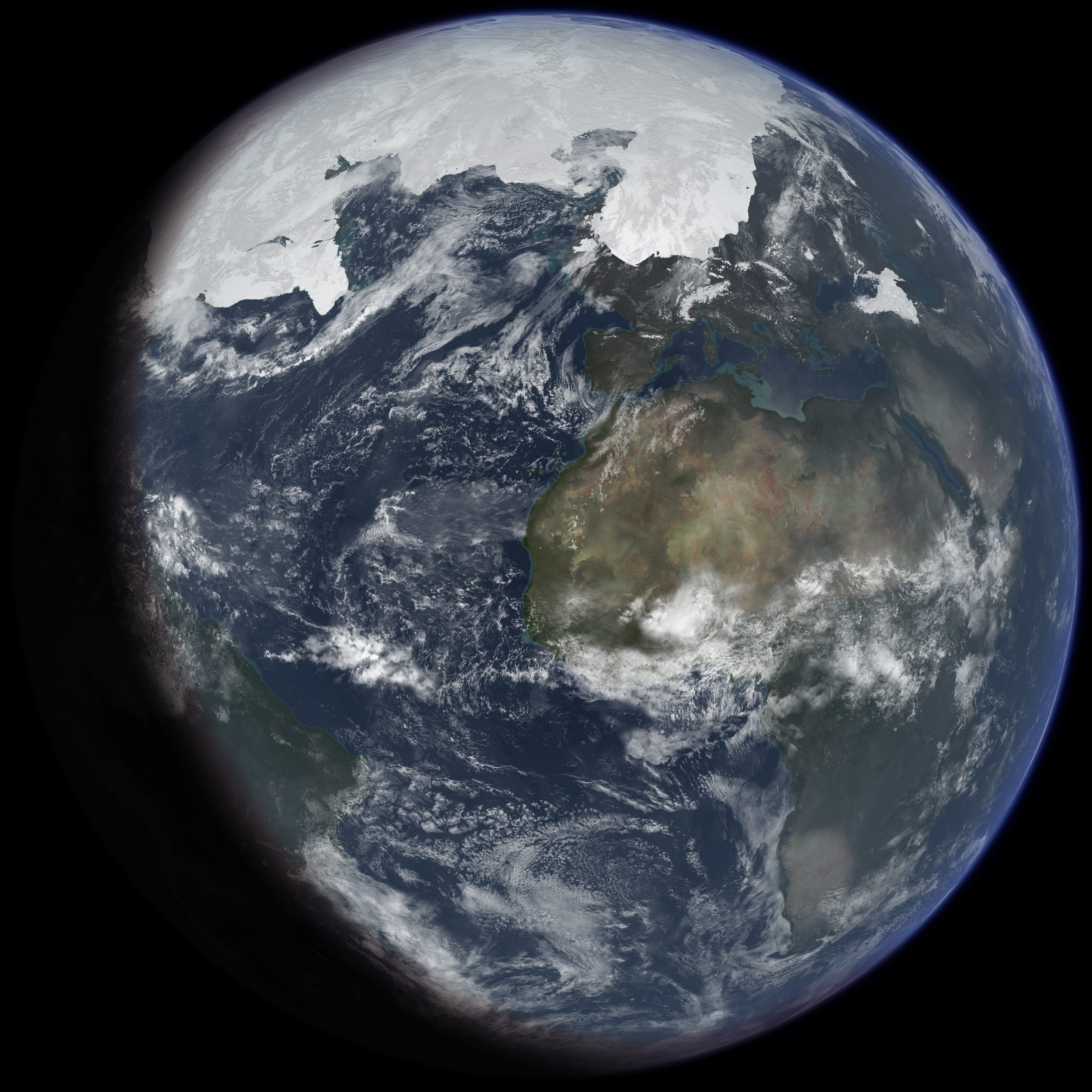
Rekonstruktionsversuch des Letzteiszeitlichen Maximums. Trifft jedoch die Gegebenheiten des BIIS nur schlecht, da Irland beispielsweise zu diesem Zeitpunkt voll vereist war.

Die Asymmetrie bestand darin, dass die Eismassen im Nordseeraum ein enormes Wachstum erlebten, wohingegen der westliche Sektor bereits einige kleinere Rückzieher hinnehmen musste. Das Maximum situiert sich in MIS-2 bzw. in GS-3 und GI-2.
- Um 26.000 Jahre vor heute dehnte sich der Eisschild stark nach Süden in die Celtic Sea aus und berührte fast die Scilly Isles im äußersten Südwesten Englands. Wales lag jetzt praktisch vollständig unter Eis. Ein Eisstrom ging gleichzeitig von der walisischen Nordküste in Richtung Irischer See aus. Auch zu diesem Zeitpunkt waren die Fortschritte in England nur gering (bis Bridlington im Osten). Das zweifellos markanteste Ereignis war die Vereinigung des BIIS mit dem Fennoskandischen Eisschild (FIS) in der mittleren Nordsee etwa 300 Kilometer westlich der Südspitze Norwegens.

- Um 25.000 Jahre vor heute zog sich das Eis bereits etwas von der Nordküste Südwestenglands zurück. Die Verbindung zum Fennoskandischen Eisschild verbreiterte sich leicht. Jedoch war um Shetland ein Eisverlust zu beobachten. In England blieb die Grenze stationär, die walisische Südküste wurde aber allmählich wieder eisfrei.

- Um 24.000 Jahre vor heute erfolgte ein Zurückweichen von rund 200 Kilometer in der Celtic Sea. Pembrokeshire war wieder eisfrei. Gleichzeitig installierte sich ein mächtiger Eisstrom am Südausgang der Irischen See. Die englische Grenze war nach wie vor „festgefroren“. Die Verbindung zum Fennoskandischen Eisschild erreichte jetzt eine Breite von rund 540 Kilometer und der südlichen Nordsee verblieben noch etwas über 200 Kilometer an eisfreiem Territorium. Der Eisschild begann um Shetland erneut zu wachsen.

- Um 23.000 Jahre vor heute war die maximale Flächenausdehnung des BIIS erreicht. Die Verbindung zum Fennoskandischen Eisschild hatte eine Breite von 760 Kilometer erreicht. Die Länge in Nordost-Südwestrichtung war rund 1200 Kilometer. Das Mächtigkeitszentrum des BIIS mit über 1500 Meter befand sich in Ostschottland. Ein enormer Eisstrom hatte sich vor der Westküste Norwegens auf rund 62° nördlicher Breite gebildet. Entlang der Ostküste Englands begannen die Eismassen im Nordseebereich nach Süden vorzudringen. In Wales herrschte weiter Rückzug in die Cambrian Mountains. Die Südostküste Irlands wurde jetzt wieder eisfrei. Dartmoor begann jedoch erneut, eine kleine Eiskappe zu tragen.

### Kollaps und beginnender Zerfall
- Um 22.000 Jahre vor heute war der Kollaps (MIS-2 bzw. GI-2 und GS-2) noch nicht sehr deutlich zu erkennen, er deutete sich aber bereits an. So war jetzt beispielsweise nahezu der gesamte südliche Bereich Irlands wieder eisfrei. Auch in der Irischen See zog sich das Eis weiter nach Norden zurück. In Wales herrschte Stasis. Der bereits initiierte Vorstoß entlang der Ostküste Englands war jetzt als 300 Kilometer breiter Keil erfolgt, der an der Nordküste Norfolks anlandete. Ansonst begann sich die Verbindung zum Fennoskandischen Eisschild allmählich wieder zu verringern, sie war jetzt noch 700 Kilometer breit.
- Um 21.000 Jahre vor heute wurde das südliche Drittel Irlands wieder vollkommen eisfrei. Der Eisrückzug in der Irischen See nach Norden hielt weiter an. Wales blieb mehr oder weniger statisch. Auch die englische Grenze veränderte sich kaum. Der Vorstoß nach Norfolk war jedoch beendet und die Eismassen zogen sich im Nordseeraum fast wieder bis Yorkshire zurück. Die Verbindung zum Fennoskandischen Eisschild verlor jedoch mit 560 Kilometer weiter etwas an Breite. Ein leichter Rückzug von der westlichen Schelfkante wurde jetzt erstmals spürbar.
- Das markanteste Ereignis um 20.000 Jahre vor heute war die erstmalige Ruptur der Verbindung zum Skandinavischen Eisschild. Die Ruptur war knapp 100 Kilometer breit und verlief entlang der Küste Norwegens, um dann nach Westen in den Nordseeraum zurückzusetzen. Der Rückzug des BIIS von der Schelfkante machte sich zwischen Irland und Shetland deutlich bemerkbar. Das westliche County Galway und die Nordspitze von Lewis tauchten wieder unter der Eisbedeckung hervor. England erlebte einen starken Rückzug in Cheshire und entlang der Ostküste von Yorkshire.
- Um 19.000 Jahre vor heute hatte sich die Ruptur auf 300 Kilometer und mehr erweitert. Der Ostrand des BIIS verlief jetzt wieder am 0° Meridian. In England setzte sich der Rückzug fort, erreicht wurden in etwa Lancaster im Westen und Alnwick an der Ostküste. Shetland war noch in den Eisschild inkorporiert.
- Um 18.000 Jahre vor heute war die Absonderung des BIIS vom Fennoskandische Eisschild schon sehr weit fortgeschritten. Das Eis hatte sich fast an die Ostküste Schottlands zurückgezogen. Shetland war noch vereist, hatte sich aber vom BIIS abgelöst, die Nordspitze war aber bereits wieder aufgetaucht. Orkney war noch in den Eisschild inkorporiert. Die nordirische Küste begann, allmählich eisfrei zu werden und der Eisschild über dem nördlichen Irland wurde langsam dünner. In Wales hatte sich die verbliebene Eiskappe auf etwa die Hälfte reduziert und war jetzt nur noch auf den Küstenbereich der Cambrian Mountains beschränkt. Man war eisfrei geworden und England hatte keine großen Veränderungen zu verzeichnen. Der Fennoskandische Eisschild hatte die Nordsee hinter sich gelassen.

### Zerfall des Eisschildes

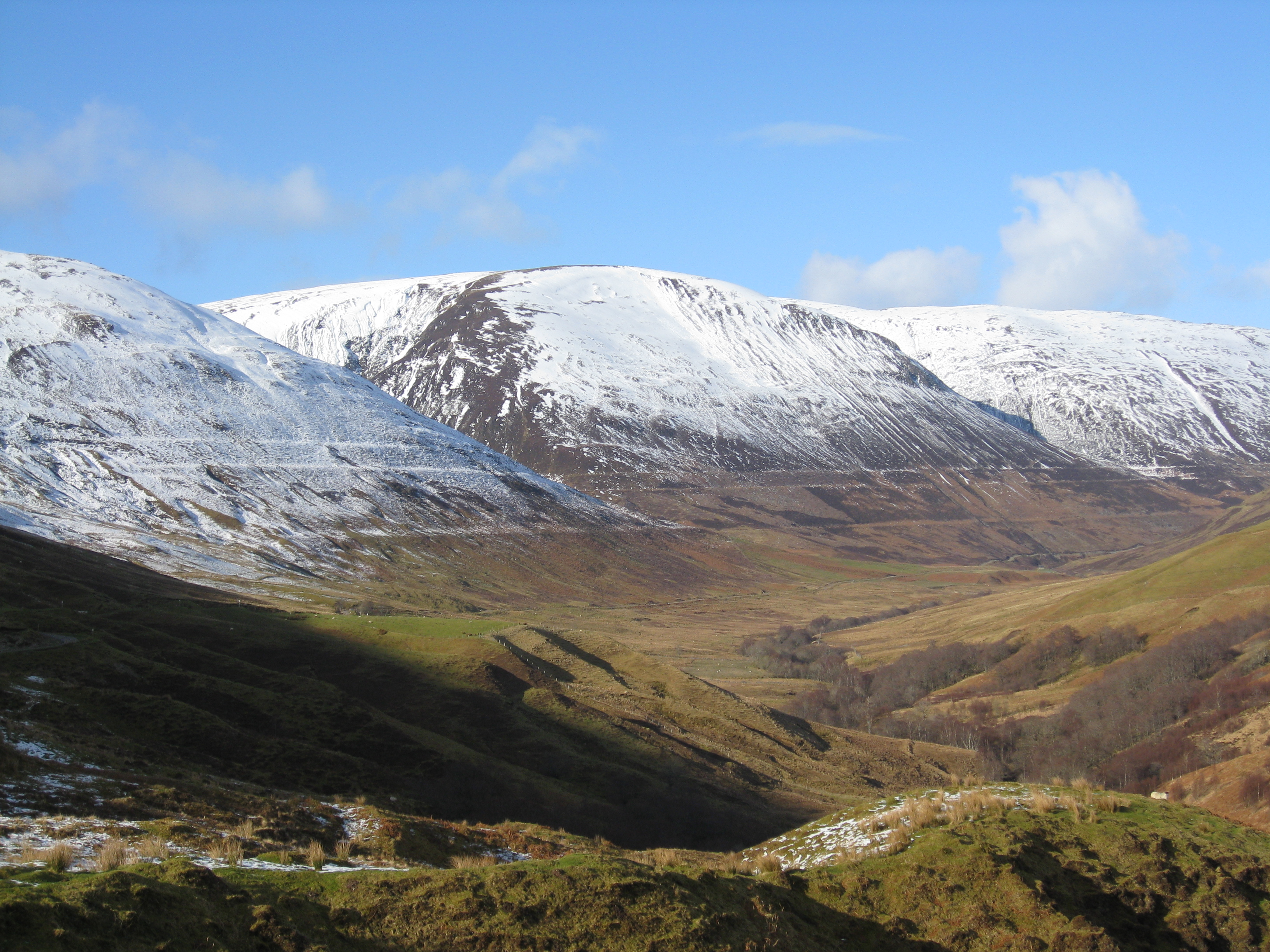
Die „Parallelstraßen“ des Glen Roys sind ehemalige Uferlinien eines früheren, vom Eis aufgestauten Sees. Ihre Höhenlagen von 350, 325 und 260 Meter zeichnen den Eisverlust nach.

- Um 17.000 Jahre vor heute hatte sich Orkney im GS-2 gelöst, trug aber noch eine kleine Eiskappe. Die Verbindung nach Nordirland war jetzt erstmals abgebrochen, die nördliche Irische See blieb aber weiter vereist. Donegal wurde nun eisfrei und auch die gesamte nordirische Küste. In Wales führte die kleine Eiskappe im Nordwesten ein Schattendasein. In England lagen nur noch die Cumbrian Mountains und die nördlichen Pennines unter Eis. Die Äußeren Hebriden hatten sich wieder von Schottland gelöst und trugen nur noch auf Harris eine kleine Eiskappe. Auch die inneren Hebriden begannen abzutauen. In Schottland waren die gesamte Nordküste und auch die Ostküste vom Eis befreit.
- Um 16.000 Jahre vor heute gab es in Irland nur noch zwei kleinere Eiszentren – über dem zentralen Donegal bis hinunter nach County Sligo sowie über County Clare. Wales war eisfrei geworden und in England blieben letzte Reste in den Cumbrian Mountains bestehen. Die kleine Eiskappe über Harris hielt sich noch. Der Schottische Eisschild erfuhr jedoch eine starke Ausdünnung und Verschmälerung – das Auftauen war generell von sämtlichen Küsten ins Innere vorgedrungen.
- Um 15.000 Jahre vor heute gab es kein Eis mehr auf den Äußeren Hebriden, die Zentren Donegal, Sligo und Cumbrian Mountains waren aber noch vorhanden. Der Schottische Eisschild war jetzt vollkommen auf die Highlands reduziert, erreichte aber nach wie vor 1000 Meter an Mächtigkeit. Die südliche Nordsee (südlich der Linie Yorkshire-Norddänemark) lag noch trocken, ebenso der Ärmelkanal zwischen England und Frankreich.

Kurz nach 15.000 Jahre vor heute setzte eine sehr starke Erwärmung ein – das GI-1.
- Um 14.000 Jahre vor heute – im Windermere Interstadial – war nur noch der Schottische Eisschild vorhanden, der sich aber weiter reduziert hatte. Eine kleine Eiskappe befand sich noch über den Southern Uplands.
- Um 13.000 Jahre vor heute hatte sich der Schottische Eisschild sehr stark reduziert, die Northwest Highlands und auch die Cairngorms waren nun vom Eis befreit.

### Loch Lomond Readvance

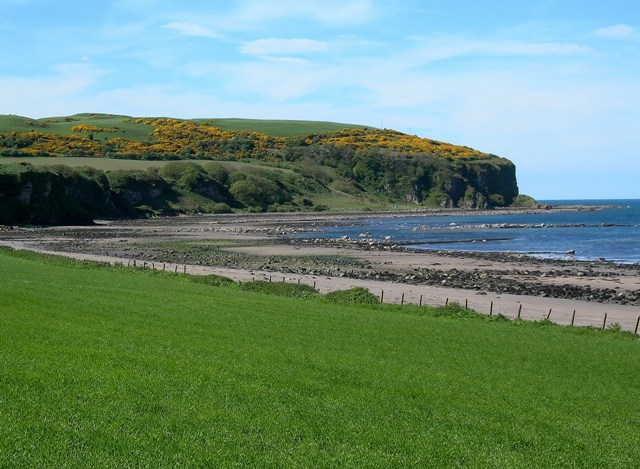
Erhöhter Strand an der Bracken Bay südwestlich von Ayr. Durch das Abschmelzen des Eisschildes kam es zur isostatischen Heraushebung des Festlandes.

- Um 12.900 Jahre vor heute begann der Loch Lomond Readvance (auch Loch Lomond Stadial),[6] der bis 11.700 Jahre vor heute dauern sollte und mit dem GS-1 korreliert. Dieser letzte Eisvorstoß am British Irish Ice Sheet fällt mit der Jüngeren Dryas zusammen. Die Eiskappe auf dem Schottischen Hochland dehnte sich neu aus und kleine Eiskappen bildeten sich über dem Lake District, über Nordwales und über den Brecon Beacons. Der Eisvorstoß hinterließ Kargletscher, Moränenrücken, Buckelmoränen, Gletscherriefen (Englisch flutings), Schmelzwasserrinnen und Eisstauseen.
- Nach 11.700 Jahre vor heute setzte das Holozän mit einer drastischen klimatischen Erwärmung ein. Dies bewirkte in Schottland den rapiden Zerfall der während der Jüngeren Dryas neugebildeten Eiskappe und das Verschwinden der kleinen Gletscher im Lake District, in Wales (Snowdonia) und in den Brecon Beacons, aber auch der Gletscher in abgesonderten schottischen Gebieten wie beispielsweise den Cairngorms, den Southern Uplands, Arran, Mull, Rùm, Skye und Harris.
- Ab 11.300 bis 8.000 Jahre vor heute waren die Britischen Inseln vollständig vom Eis befreit.[7] Auch die Nordsee war bis auf die Doggerbank wieder vollkommen geflutet.